# Spin e Marty
Spin e Marty è una serie televisiva in tre stagioni. La serie, prodotta dalla Walt Disney, fu trasmessa dalla rete ABC all'interno del programma televisivo Il club di Topolino tra il 1955 e il 1957.
La serie è ambientate al Triple R Ranch, un campo estivo per ragazzi in stile western. La serie era ispirate al romanzo Marty Markham scritto nel 1942 da Lawrence Edward Watkin. La prima stagione, intitolata The Adventures of Spin and Marty, formata da 26 episodi della durata di 15 minuti l'uno, venne realizzata nel 1955. L'enorme successo ottenuto produsse un film per la televisione, Spin and Marty: The Movie (realizzato con il montaggio di materiale dalla serie), e portò alla realizzazione di altre due stagioni: Further Adventures of Spin and Marty (24 episodi, 1956) e The New Adventures of Spin and Marty (29 episodi, 1957).
Per il ruolo del protagonista Marty Markham fu dapprima considerato Tim Considine, il quale però non si sentiva a suo agio nell'interpretare il ruolo del "bambino privilegiato", ed espresse il desiderio di impersonare un altro personaggio della storia, Spin Evans. Suggerì il nome dell'amico David Stollery come scelta adatta per Marty. Entrambi erano attori bambini, ormai adolescenti, con già alle spalle una lunga carriera al cinema e alla televisione ed avevano già avuto occasione di lavorare assieme. Stollery fu quindi assunto nel ruolo di Marty, ma poiché Considine all'epoca era la star principale della Disney, il ruolo di Spin Evans (che era abbastanza periferico nella storia originale di Watkin) fu rafforzato fino a farne il coprotagonista, e la serie ribattezzata "Le avventure di Spin e Marty", rispettando così le gerarchie della casa produttrice.
Tim Considine e David Stollery (Spin e Marty) divennero in breve tempo idoli dei ragazzini dell'epoca. Tra i ruoli secondari ci sono Roy Barcroft (il Col. Logan, proprietario del ranch), Harry Carey Jr. (il consigliere Bill Burnett) e J. Pat O'Malley (Perkins, maggiordomo di Marty e assistente cuoco della Triple R). Nelle prime due stagioni, Leonard Geer interpreta Ollie, responsabile dei cavalli. Tra i ragazzi/e amici di Marty e Spin si aggiungono via via volti celebri della Disney, come Annette Funicello, Darlene Gillespie e Kevin Corcoran. 
Nel 2000 è stato realizzato un film televisivo che è una specie di versione moderna delle avventure di Spin e Marty. Il film, intitolato Come trovare un amico e mettersi nei guai (The New Adventures of Spin and Marty: Suspect Behavior), è stato diretto da Rusty Cundieff ed interpretato da David Gallagher nel ruolo di Marty e da Jeremy Foley in quello di Spin. Vi appaiono anche David Stollery e Tim Considine nei ruoli del "Commissioner Stollery" e "Mayor Considine".

## Trama
Il ricco e orfano Martin "Marty" Markham e il povero Spin Evans, il ragazzo più atletico e popolare, sono entrambi ospiti del Ranch Triple R. Quando il viziato Marty arriva per la prima volta al ranch a bordo di una limousine con autista, il suo sdegnoso apprezzamento del ranch come di una "vecchia e sporca fattoria" e l'evidente paura dei cavalli si traducono in un aperto ostracismo da parte degli altri ragazzi, guidati da Spin. Alla fine della prima stagione, tuttavia, Marty supera paure e pregiudizi e vince l'amicizia del suo ex nemico, Spin. Da allora essi formano una coppia inseparabile in una serie di avventure che coinvolgono gli altri ragazzi, il personale del ranch, e con l'inizio del seconda stagione anche le ragazze ospiti di un vicino campo-vacanze.

## Cinematografia
- The Adventures of Spin and Marty, serie TV, prima stagione (1955)
- Spin and Marty: The Movie, film TV (1955)
- Further Adventures of Spin and Marty, serie TV, seconda stagione (1956)
- The New Adventures of Spin and Marty, serie TV, terza stagione (1957)
- Come trovare un amico e mettersi nei guai (The New Adventures of Spin and Marty: Suspect Behavior), film TV, remake (2000)